# Asamblea General de Iowa
La Asamblea General de Iowa (en inglés: Iowa General Assembly) es la legislatura estatal (órgano encargado del Poder legislativo) del estado de Iowa, en Estados Unidos. Al igual que el federal Congreso de los Estados Unidos, la Asamblea General es un órgano bicameral, compuesto por el Senado de Iowa (cámara alta) y la Cámara de Representantes (cámara baja). El Senado consta de mandatos de cuatro años y la Cámara consta de mandatos de dos años. La Asamblea General se reúne en el Capitolio del Estado de Iowa en Des Moines, capital del estado.

## Composición
La Asamblea General de Iowa consta de 50 senadores y 100 representantes. Cada senador representa alrededor de 60,927 personas y cada representante alrededor de 30,464 personas A 2010   . La última redistribución de distritos se promulgó el 19 de abril de 2011 para las elecciones de 2012, 85.ª Asamblea General. La asamblea se reúne anualmente el segundo lunes de enero.
Los líderes en el Senado son el presidente Jake Chapman (R) y el presidente pro tempore Brad Zaun (R). El liderazgo partidista del Senado incluye al líder de la mayoría Jack Whitver (R) y al líder de la minoría Zach Wahls (D). En la Cámara, el Portavoz es Pat Grassley (R) y el Portavoz Pro Tempore John Wills (R). El liderazgo de la Casa Partisana incluye al líder de la mayoría Matt Windschitl (R) y al líder de la minoría Todd Prichard (D).